# Rejon swatowski
Rejon swatowski – jednostka administracyjna w składzie obwodu ługańskiego Ukrainy.
Powstał w 1923. Ma powierzchnię 1740 km² i liczy około 33,8 tys. mieszkańców. Siedzibą władz rejonu jest Swatowe.
W skład rejonu wchodzą 1 miejska rada, 1 osiedlowa rada oraz 17 silskich rad, obejmujących w sumie 54 wsie i 4 osady.